# Bravo Brothers
Bravo Brothers is een verhaal uit de stripreeks Robbedoes en Kwabbernoot getekend en geschreven in de periode 1965-1966 door André Franquin. Het verhaal bestaat uit 22 pagina's en verscheen voor het eerst in Spirou (nummers 1435 tot en met 1455, 14 oktober 1965 tot 3 maart 1966). Het werd later opgenomen in album 19, Hommeles in Rommelgem. Het verscheen daarna nog in diverse andere publicaties en in 2012 als zelfstandig album.
Het verhaal verscheen in de reeks Robbedoes en Kwabbernoot, maar omdat Guust Flater in dit verhaal een prominente rol speelt, wordt het vaak ook als een lang verhaal uit de reeks Guust beschouwd. In de integrale reeks over Franquin uitgegeven bij Rombaldi is het verhaal bijvoorbeeld opgenomen in een van de Guustalbums. Op deze atypische stijl voor een Robbedoesverhaal kwam dan ook heel wat kritiek.

## Albumversie
Het album uit 2012 bevat naast de strip ook een dossier over het verhaal, een beknopte bibliografie van André Franquin en enkele minder bekende illustraties. De strip zelf is voor dit album opnieuw ingekleurd door Frédéric Jannin volgens de instructies die Franquin zelf had gegeven en onder toezicht van Isabelle Franquin, Andrés dochter. Jannin was een tijdlang collega van Franquin bij Spirou en tekende Geharrewar tussen Pieter Pook en Molleke, een stripreeks met scenario's van Franquin. Jannin kleurde voor Bravo Brothers ook al Franquins reeks Guust opnieuw in. Een herinkleuring drong zich op omdat de oude techniek die Dupuis gebruikte niet optimaal was en de kwaliteit nog verslapte bij het kopiëren. Franquin beklaagde zich vaak over de kleurenkwaliteit van zijn werk.
Het dossier in het album werd geschreven door José-Louis Bocquet, eerder coauteur van het boek Franquin - Chronologie d'une Œuvre, en Serge Honorez. Het dossier bestaat uit de strip in zwart-wit, meer bepaald de originele en dus Franstalige platen of de zwartfilm in het geval het origineel verloren is, met op de pagina ernaast een begeleidend stuk tekst.
De omslag van het album is een adaptatie van de omslag van Spirou 1439 uit 1965.

## Achtergrond
Bravo Brothers is het eerste verhaal dat Franquin tekende sinds QRN op Bretzelburg. Tussen het einde van dat verhaal (eind 1963) en het begin van Bravo Brothers zat bijna twee jaar, waardoor het weekblad Robbedoes/Spirou het zo lang zonder avonturen van zijn titelheld moest stellen. Uitgever Charles Dupuis was hier niet blij om. Ook daarvoor had Franquin Robbedoes al een tijd links laten liggen: hij werd tijdens het maken van QRN op Bretzelburg depressief en staakte zijn activiteiten voor Robbedoes en Kwabbernoot. Anderhalf jaar later hernam hij het verhaal. Franquin begon uiteindelijk toch aan Bravo Brothers om zijn werkgever en vriend Dupuis tevreden te stellen.
In Bravo Brothers werden Franquins fascinaties voor dieren - in het bijzonder apen - en circussen verwerkt. Franquin begon het album naar eigen zeggen omdat hij graag apen tekende en omdat hij het personage Noë, een dierentemmer, wou gebruiken. Franquin wou het personage later nog gebruiken, wat hij ook deed in de reeks Marsupilami, vanaf Mars, de zwarte. Toen hij na Hommeles in Rommelgem stopte met Robbedoes en Kwabbernoot, stond hij de meeste van zijn personages af aan uitgeverij Dupuis. Hij hield echter wel Noë, een personage waarvan Charles Dupuis niet hield, net als Roeltje en de Marsupilami.
De decors van het verhaal zijn vrij sober. De redenen zijn dat Franquin het helemaal alleen maakte, zonder zijn gewoonlijke decortekenaar Jidéhem, en dat Franquin zo meer de nadruk wou leggen op de personages en gags.
Franquin noemde Bravo Brothers later een van zijn weinige producties die hij zelf nog graag herleest en waarmee hij nog kan lachen.

## Verhaal
Guust Flater doet Kwabbernoot drie chimpansees, de Brothers, cadeau voor diens verjaardag. De apen komen uit een circus en zetten al snel de hele redactie van het weekblad Robbedoes op stelten. Ze gebruiken vuurwapens, gooien met messen en schieten met pijl-en-boog. Meneer Demesmaeker vindt de apen wel grappig en is voor een keer zeer bereid om contracten met Kwabbernoot te tekenen. Hij krijgt echter de slappe lach en meent dat de redactie hem wil doen doodlachen. Terwijl de apen nog meer fratsen uithalen, krijgt Robbedoes op de redactie bezoek van een klein mannetje die een briefje met het dieet voor de apen afgeeft. Robbedoes gaat achter het mannetje, een zekere Noë, aan en stelt vast dat het een groot dierentemmer is, maar dat hij moeilijk met mensen om kan. Noë was ook de verantwoordelijke over de chimpansees in het circus, maar kon die zelf niet kopen. Robbedoes begrijpt dat Noë de apen mist en ze kan gebruiken om uit de armoede te geraken. Guust begrijpt dat zijn cadeau beter aan Noë toekomt. Onderweg nemen de apen nog een loopje met politieagent Vondelaar en een andere agent. Noë is blij met de terugkeer van zijn lievelingen en gaat op tournee.

## Culturele verwijzingen
- Robbedoes zit in het begin van het verhaal in een Lady, een designstoel van Marco Zanuso uit 1951. Dezelfde stoel dook ook al op in Franquins reeks Ton en Tineke.
- Robbedoes vroeg Peyo een tekening van B.B., waarmee hij "Benoît Brisefer", Steven Sterk, bedoelde. Peyo stuurt hem echter een tekening van Brigitte Bardot, destijds een populair model. In de vertaling wordt B.B. "Bollie en Billie", dat geen reeks is van de vermelde Peyo, maar van Jean Roba.
- In het verhaal duikt op plaat 16 een rode MG MGB met nummerplaat 9877-J op. Kenteken en wagen zijn beiden van Franquin zelf. Achteraan op de bank zit een meisje, André Franquins dochter Isabelle. De auto dook eveneens op in QRN op Bretzelburg en in plaat 295 van Guust. In die plaat zit Franquin zelf aan het stuur.